# Izvestija
Izvestija (rusky Известия – „zprávy“, „zvěsti“) je ruský celostátní deník, jedno z nejstarších a nejpopulárnějších periodik v Rusku. Vychází od pondělí do pátku.

## Historie
Založil jej v roce 1917 městský sovět v tehdejším Petrohradě, avšak již roku 1918 se redakce přestěhovala do Moskvy. Jeho vydavatelem se stala sovětská vláda, Vladimir Iljič Lenin upřednostňoval Izvestija před stranickou Pravdou. V tehdejším Sovětském svazu je četli zejména studenti a lidé s vyšším vzděláním. Po rozpadu SSSR byla Izvestija privatizována, přičemž jejími vlastníky byly postupně společnosti Prof-Media, poté od roku 2005 Gazprom-media. Od roku 2008 je vlastníkem společnost Nacionalnaja Media Gruppa.

### Sankce
V polovině května 2024 se zástupci členských zemi Evropské unie shodli na uvalení sankcí proti čtyřem mediálním subjektům, které šíří ruskou propagandu v souvislosti ruskou invazí na Ukrajinu. Kromě listu Izvestija jde o platformu Voice of Europe, agenturu RIA Novosti a list Rossijskaja gazeta.